# Psiloscelis repleta
Psiloscelis repleta är en skalbaggsart som först beskrevs av J. E. Leconte 1845.  Psiloscelis repleta ingår i släktet Psiloscelis och familjen stumpbaggar. Inga underarter finns listade i Catalogue of Life.